# Мецосопран
Мецосопрано (или мецосопран) е средният по височина женски певчески глас, чийто диапазон е между сопран и алт. Честотата му е от 200 до 800 Hz. Тази италианска дума е съставна: mezzo - се произнася „медзо“ и означава „средно“ и soprano - „сопрано“ („горно, високо“). На италиански звучи „медзосопрано“. Мецосопранът не е като отделен певчески глас, а представлява обработен сопран или алт със съответните ниски или високи регистри, с оглед на класическото оперно пеене. В този смисъл това са сопрани или алти, при които обработката на гласа е позволила да бъдат изпълнявани съответните музикални партии.

## Известни партии за мецосопрано
- Кармен от едноименната опера на Бизе.
- Азучена от операта „Трубадур“ на Верди.
- Розина от „Севилският бръснар“ на Росини и др.
- Амнерис от „Аида“ на Верди.

## Видове мецосопран
според диапазона и преходите на гласа:
- колоратурен
- лиричен
- драматичен

Трябва да се уточни, че при мецосопрановите гласове разграничението не е толкова ясно, както при сопрановите. Някои роли, в които героят е младеж, се изпълняват от мецосопрани. Най-често тези роли се дават на лиричен мецосопран. Такъв вид роли има и за колоратурния мецосопран: например ролята на Орсини от операта Лукреция Борджия, но не са толкова много, колкото за лиричния.

## Колоратурни мецосопрани
- Чечилия Бартоли
- Веселина Кацарова
- Мерилин Хорн
- Малена Ернман
- Тереза Бергандза
- Джойс Дидонато

### Роли за колоратурен мецосопран
- Розина, „Севилският бръснар“ (Росини)
- Гризелда, „Гризелда“ (Хендел)
- Орсини, „Лукреция Борджия“ (Доницети)
- Юлий Цезар, „Юлий Цезар“ (Хендел)
- Серс, „Серс“ (Хендел)

## Лирични мецосопрани
- Агнес Балтса
- Александрина Милчева
- Ане Софи фон Отер
- Елвира Георгиева
- Сара Конъли
- Сюзън Греъм
- Райна Стоянова
- Елина Гаранча

### Роли за лиричен мецосопран
- Кармен, Кармен (Бизе)
- Дона Елвира, Дон Жуан (Моцарт)
- Керубино, Сватбата на Фигаро (Моцарт)
- Аний, Милосърдието на Тит (Моцарт)
- Сузуки, Мадам Бърърфлай (Пучини)
- Дорабела, Така правят всички (Моцарт)
- Идаманте, Идоменео цар Критски (Моцарт)
- Маргарита, Обещанието на Фауст (Берлиоз)
- Никлаус, Хофманови разкази (Жак Офенбах)
- Сесто, Юлий Цезар (Хендел)
- Стефано, Ромео и Жулиета (Гуно)
- Шарлот, Вертер (Масне)

## Драматични мецосопрани
- Елена Образцова
- Олга Бородина
- Шърли Верет
- Рита Гор
- Валтруд Майер
- Благовеста Мекки
- Надя Кръстева
- Христина Ангелакова
- Елена Николай

### Роли за драматичен мецосопран
- Азучена, Трубадур (Верди)
- Амнерис, Аида (Верди)
- Кармен, Кармен (може и от лиричен мецосопран) (Бизе)
- Графинята, Дама Пика (Чайковски)
- Далила, Самсон и Далила (Камий Сен-Санс)
- Еболи, Дон Карлос (Верди)
- Вещицата, Хензел и Гретел (опера) (Хъмпърдинк)
- Херодиас, Саломе (Рихард Щраус)
- Марина, Борис Годунов (Мусоргски)
- Дидо, Троянците (Берлиоз)
- Бранген, Тристан и Изолда (Вагнер)
- Принцеса ди Буйон, Адриана Левкувьор (Чилеа)
- Ортруд, Лоенгрин (Вагнер)